# Leonardo da Vinci's dubbelschots katapult

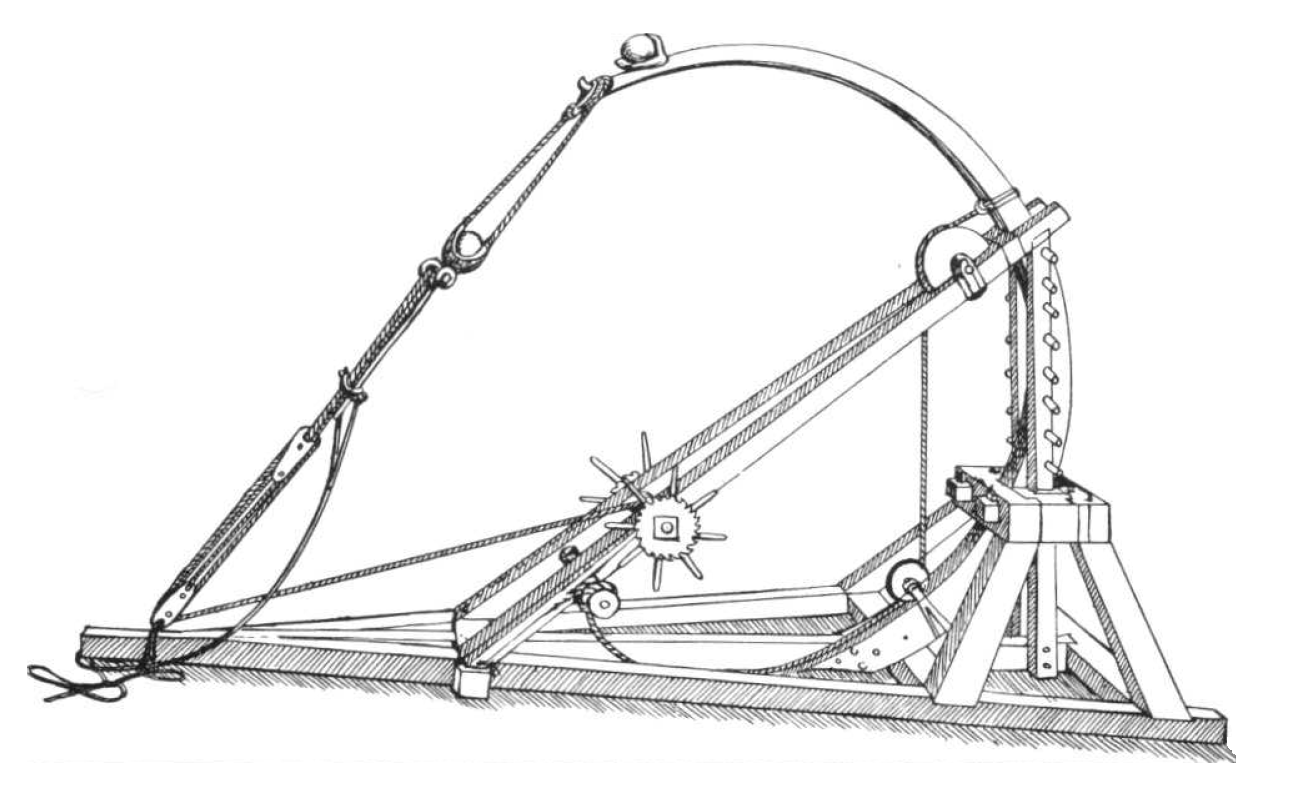
Leonardo da Vinci's katapult.

Leonardo da Vinci's dubbelschots katapult is een door Leonardo da Vinci ontworpen belegeringswapen dat staat beschreven in de Codex Madrid.

## Beschrijving
Leonardo da Vinci bedacht de katapult rond 1500. Het wapen heeft net als de spanspringald een flexibele houten boog die met behulp van een windas en katrollen op spanning wordt gebracht.  Da Vinci's katapult schiet echter geen pijlen maar steenkogels af. De katapult heeft zowel een lepelvormige steenhouder als een slinger, waardoor deze twee projectielen tegelijk kan afvuren, vergelijkbaar met de uit dezelfde periode stammende einarm.

## Reconstructie
In het televisieprogramma Doing DaVinci van Discovery Channel werd de katapult in 2010 op ware grootte nagebouwd. De reconstructie was geen succes: de spanarm brak al snel en ondanks diverse reparaties wist het team de projectielen slechts enkele meters ver weg te slingeren.